# Neuroanatomi
Neuroanatomi er den del af anatomien som beskæftiger sig med nervesystemets opbygning.
- Wikimedia Commons har flere filer relateret til Neuroanatomi

| Anatomi | Spire Denne artikel om anatomi er en spire som bør udbygges. Du er velkommen til at hjælpe Wikipedia ved at udvide den. |